# 汉堡国际海事博物馆
汉堡国际海事博物馆 (德語：Internationale Maritime Museum Hamburg，IMMH) 是一座位于德国汉堡港城的世界最大的海洋文物私人收藏博物馆。是由過去的B號港口倉庫改建而來，漢堡港現存最古老的倉庫建築之一。

## 历史
该博物馆建立于2008年，陈列着德国记者和收藏家Peter Tamm收藏的总数超过4万件的各种轮船模型、建筑计划、服饰以及海事艺术品以及一百万张珍贵照片。目前该博物馆由Peter Tamm基金运营， 2005年，汉堡市政府更授予基金会可以使用该建筑物长达九十年。

## 大厅
- 甲板1：导航和通讯
- 甲板2：航海史
- 甲板3：从工艺到科学
- 甲板4：历史悠久的服饰和武器
- 甲板5：自1815年的海军世界
- 甲板6：商用和客用航运
- 甲板7：地球上最后的秘密
- 甲板8：海上书画宝库
- 甲板9：小船舶大世界

## 画廊

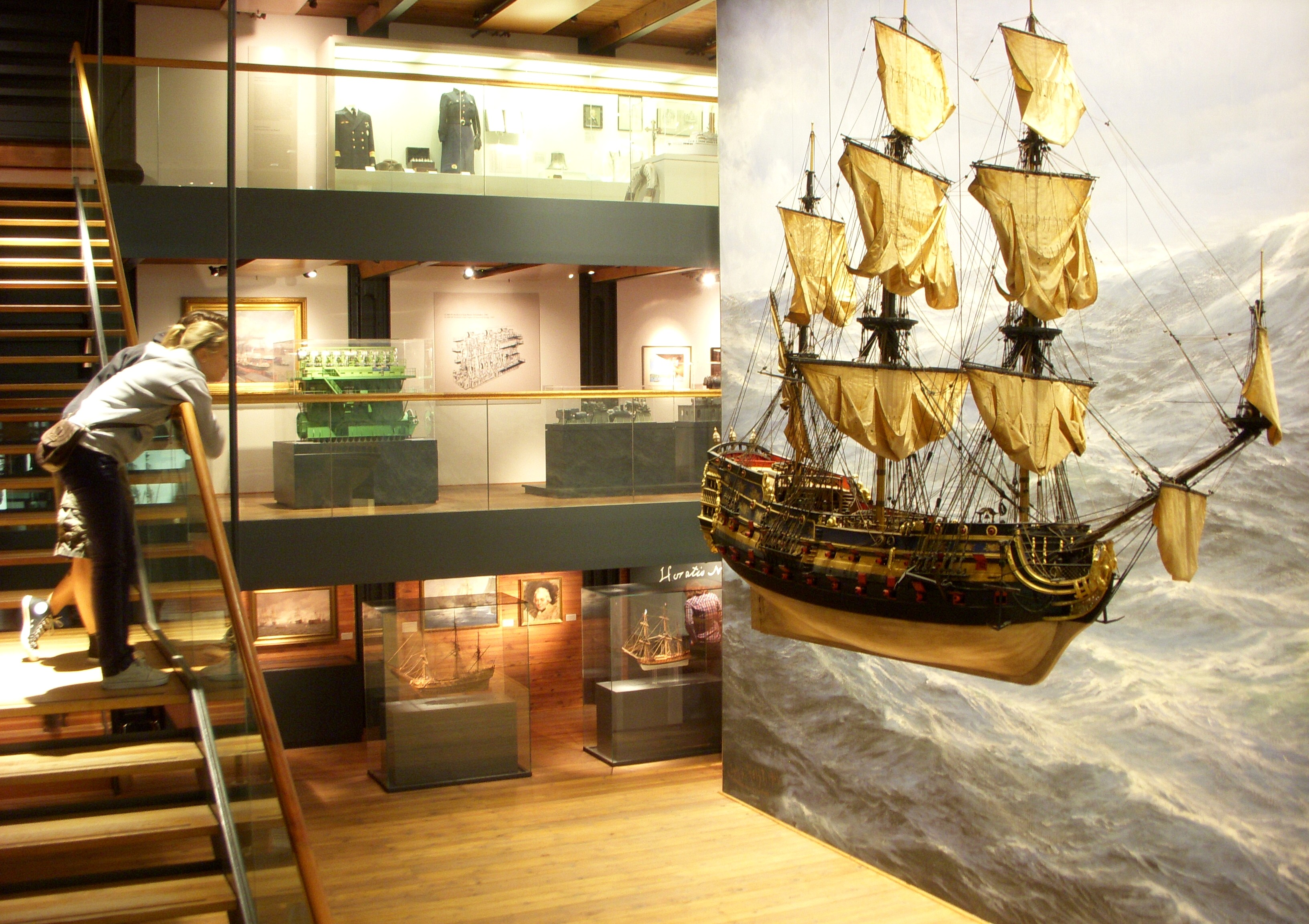
汉堡国际海事博物馆
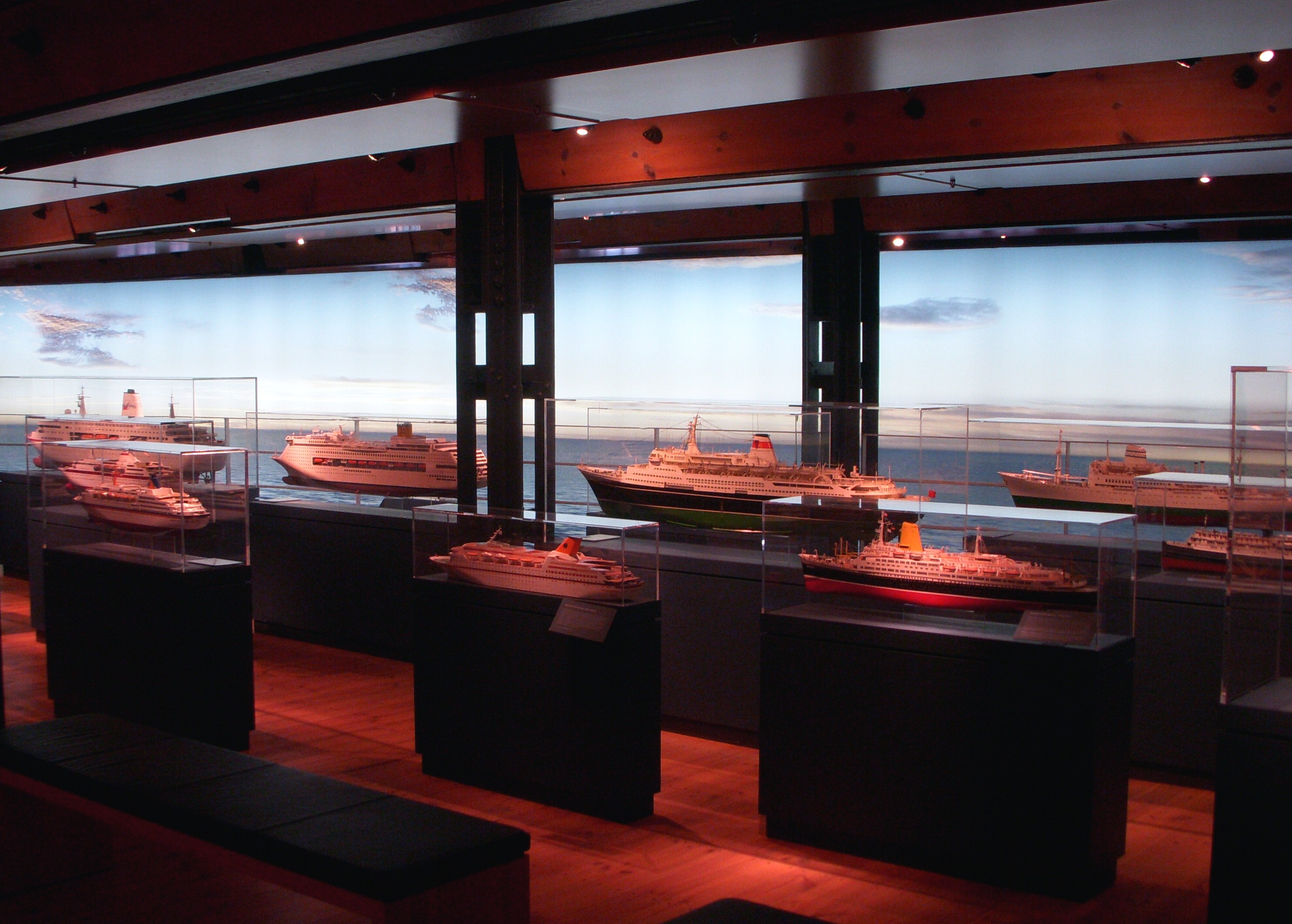
汉堡国际海事博物馆
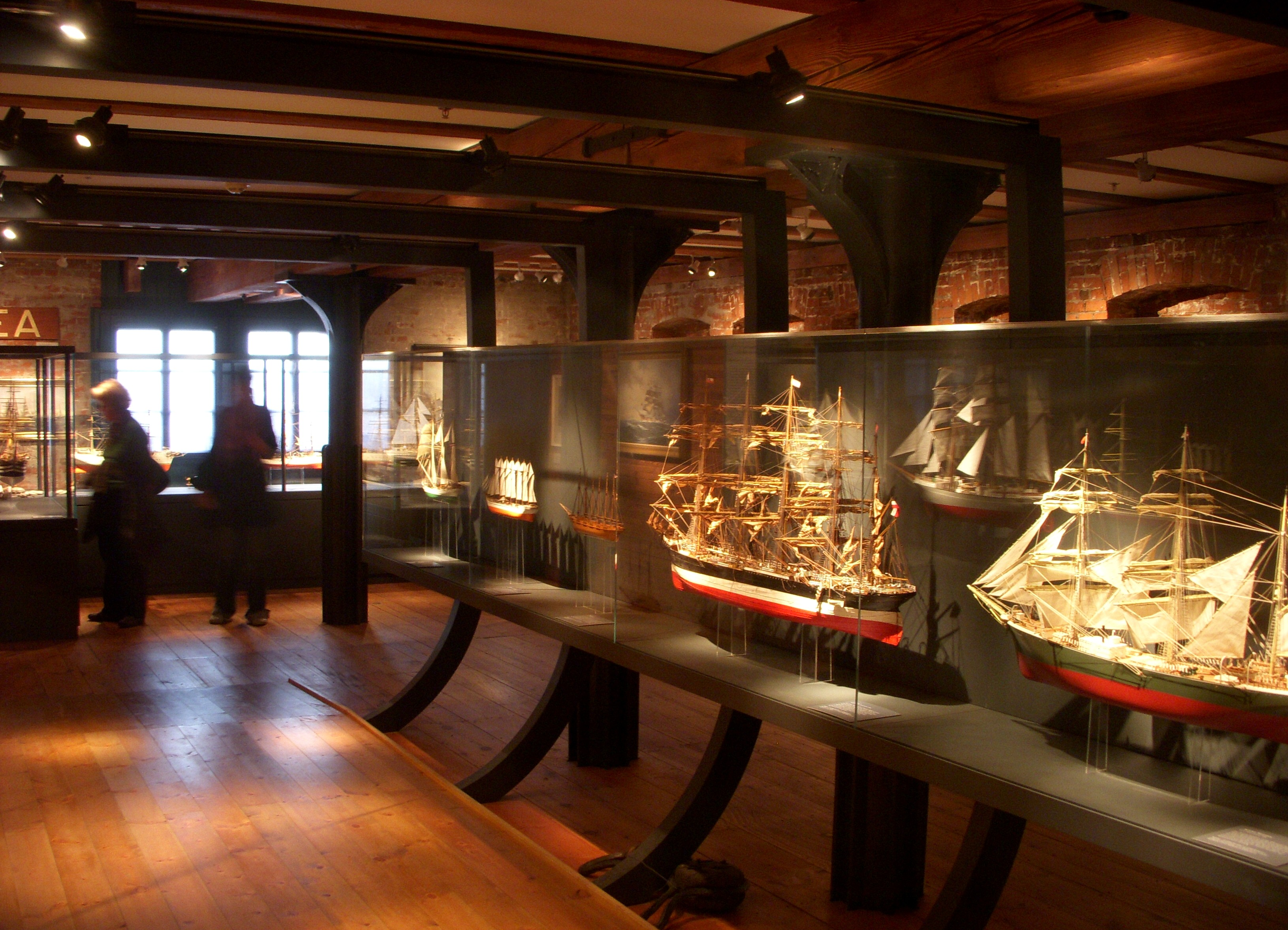
汉堡国际海事博物馆
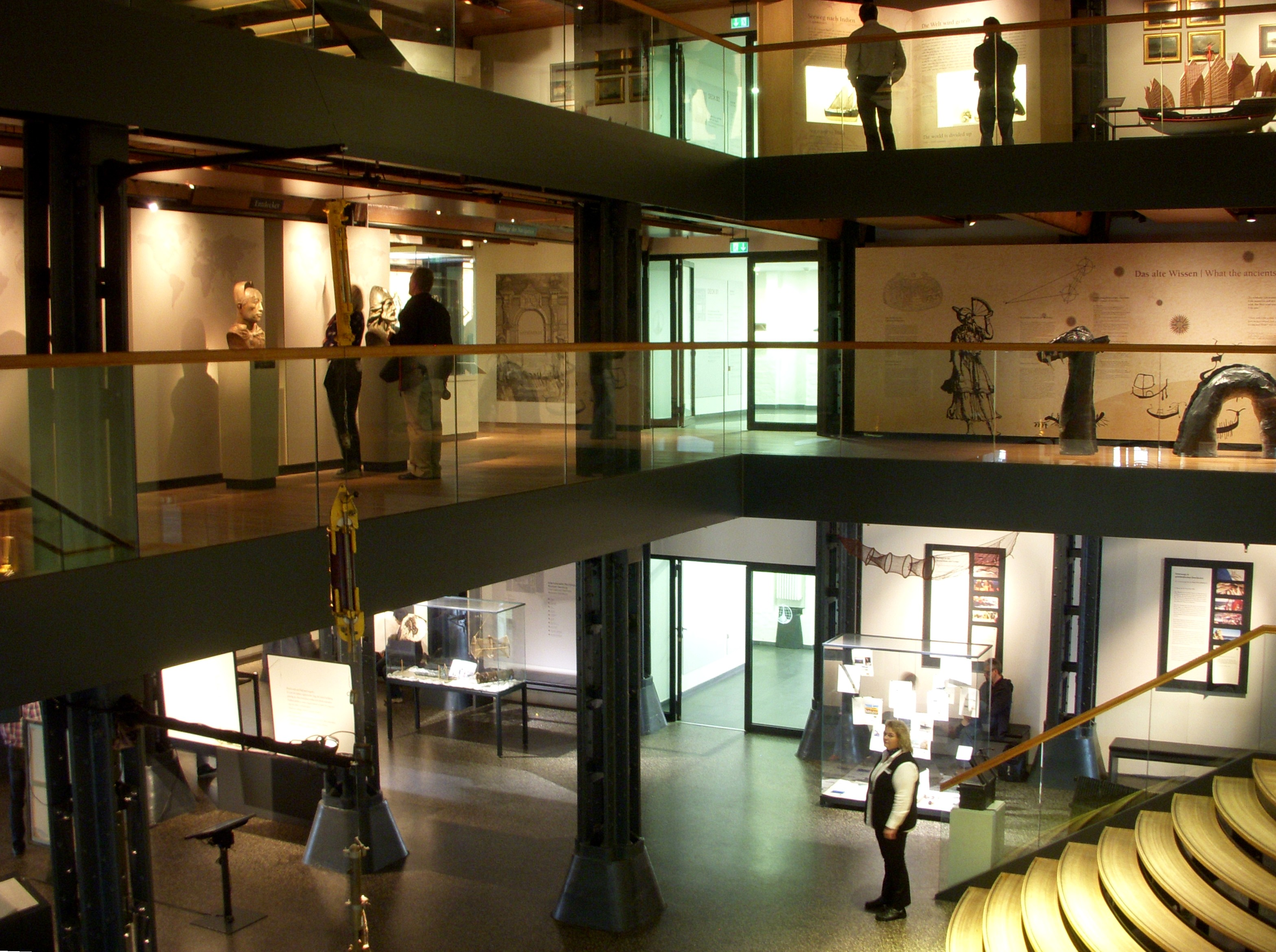
汉堡国际海事博物馆

## 外部連結
- 漢堡國際海事博物館官方網站 （页面存档备份，存于）